# Lasciami entrare (romanzo)
Lasciami entrare (Låt den rätte komma in) è un romanzo horror del 2004 dello scrittore svedese John Ajvide Lindqvist.
Le vicende si svolgono nell'inverno del 1981 a Blackeberg, sobborgo di Stoccolma, dove nasce un rapporto d'amicizia tra il dodicenne Oskar e una ragazzina vampiro di nome Eli. Il libro si concentra sul lato più oscuro dell'umanità, trattando temi attuali come il bullismo, la sociopatia, la droga, la diffusione della criminalità giovanile, la pedofilia, la prostituzione e l'omicidio, il tutto alla luce di un racconto che si fonda su una base evidentemente soprannaturale.
Questo romanzo, accostato in qualche caso ad opere dello scrittore statunitense Stephen King, rappresenta in effetti una sorta di ideale evoluzione del suo romanzo Le notti di Salem del 1977, in cui, in modo analogo, si utilizzava il racconto di terribili vicende di vampirismo come occasione per interrogarsi anche su alcuni aspetti negativi e inquietanti che dominano il tessuto sociale contemporaneo.
La parte iniziale del libro, con una descrizione accurata dell'ambiente sociale in cui si muovono i personaggi, si contrappone in modo inatteso allo sviluppo spaventosamente orrorifico che domina la seconda metà dell'opera, dove la narrazione cinica e distaccata dell'autore acuisce lo smarrimento e l'effetto spaesante provocato da non poche situazioni di estrema violenza. 
Il romanzo è stato un best seller in Svezia e successivamente è stato tradotto in diverse lingue, tra cui tedesco, russo e inglese.
È stato tradotto in italiano da Marsilio Editore il 26 ottobre 2006.

## Trama
La storia è ambientata nel 1981; Oskar è un bambino di dodici anni che vive a Blackeberg (Stoccolma) con l'amorevole madre e vede solo occasionalmente il padre, un alcolizzato che vive in campagna. A scuola Oskar viene brutalmente bullizzato, ragion per cui ha sviluppato morbosi interessi per la criminalità e la medicina legale, oltre che a tenere un album in cui colleziona articoli di giornali su omicidi.
Un giorno Oskar fa amicizia con Eli, una sua coetanea che si è trasferita nella casa accanto insieme ad un uomo più anziano di nome Håkan, un ex insegnante che è stato licenziato in quanto scoperto in possesso di materiale pedopornografico. In realtà Eli è una vampira secolare che ha subito la trasformazione da bambina, ragion per cui è eternamente bloccata in un corpo e una mentalità giovanili. I due ragazzi stringono un forte legame e lei lo aiuta a difendersi dai suoi persecutori. Col passare del tempo si aprono sempre di più l'un l'altra riguardo a loro stessi, inclusi storie della vita umana di Eli: originariamente era un bambino di nome Elias che venne castrato più di duecento anni prima quando fu vampirizzato e nel presente si identifica e viene riconosciuto come una femmina.
Håkan è infatuato di Eli e l'assiste procurandole sangue dei vivi; ciò gli provoca dei rimorsi di coscienze e sceglie come vittime persone che può sopraffare fisicamente ma non troppo giovani, pagato dalla vampira per farlo. Un giorno l'uomo accetta di uscire a compiere il lavoro a condizione di passare una notte con Eli dopo che lei si è nutrita, a patto che possa solo toccarla senza spingersi oltre.
Håkan cerca di prendere del sangue fresco, ma fallisce e viene catturato; riesce a sfigurarsi con dell'acido prima dell'arresto, così che la polizia non possa rintracciare Eli attraverso lui. Eli lo va a trovare in ospedale, dove l'uomo le offre di bere il suo sangue e si ubriaca. Eli lo morde, ma non riesce a ucciderlo a causa dell'intervento di una guardia e Håkan si getta dalla finestra per non diventare un vampiro; il tentativo di suicidio fallisce e l'uomo si risveglia come un vampiro privo di intelligenza mosso solo dal suo desiderio per Eli. Quindi insegue la bambina ininterrottamente finché non la intrappola in uno scantinato dove prova a violentarla, ma lei riesce a fuggire. Successivamente Håkan, ferito, viene distrutto da Tommy (vicino e amico di Oskar) quando per sbaglio si chiude con lui nel seminterrato.
Nel frattempo Lacke, l'alcolista della città, sospetta che il suo migliore amico Jocke sia stato ucciso da un bambino (infatti la responsabile è Eli, che ne ha bevuto il sangue). Successivamente Eli attacca Virginia, la fidanzata di Lacke, ma l'uomo riesce a respingerla; ciò salva la donna, che però inizia a trasformarsi in vampira. Virginia non si accorge della sua trasformazione finché non cerca di prolungare la sua vita bevendo il proprio sangue e scopre che l'esposizione al sole le brucia la pelle; dopo essere stata ricoverata in ospedale, capisce cosa le è successo e si uccide esponendosi deliberatamente alla luce del sole. Lacke intende vendicare Virginia, ma viene ostacolato da Oskar ed Eli.
Un giorno Oskar reagisce e ferisce Johnny, un bullo che lo perseguitava; Jimmy, fratello maggiore del ragazzo, lo insegue e cerca di ferirlo in rappresaglia, fallendo. Il bambino arriva a dare fuoco alle loro scrivanie, distruggendo un prezioso album fotografico appartenente al loro padre. I due raggiungono quindi Oskar nella piscina locale e tentano di annegarlo, ma Eli interviene e lo salva, decapitando i due fratelli; dopodiché, Eli e Oskar fuggono dalla città con il denaro di lei.

## Titolo
Il titolo originale, che tradotto significa Fai entrare quello giusto, fa riferimento alla canzone di Morrissey Let the Right One Slip In, inserita nell'edizione speciale dell'album Viva Hate, ma fa anche riferimento alla caratteristica dei vampiri, secondo cui non possono entrare in una casa se non espressamente invitati a farlo.

## Adattamento cinematografico
Nel 2008 è stato realizzato un adattamento cinematografico diretto dal regista svedese Tomas Alfredson, distribuito in Italia con il titolo identico al libro, Lasciami entrare. La Bad Robot Productions ha acquistato i diritti del romanzo per realizzare un remake di produzione americana affidando la regia a Matt Reeves: Blood Story (Let Me In) è uscito negli Stati Uniti il 10 ottobre 2010..
Nel 2022, vagamente ispirata al romanzo, è stata tratta da Andrew Hinderaker la serie televisiva statunitense omonima ambientata a New York con Madison Taylor Baez nei panni della piccola vampira. 

## Edizioni
- John Ajvide Lindqvist, Lasciami entrare, traduzione di Giorgio Puleo, Marsilio Editori, 2006,  p. 461, ISBN 88-317-9010-2.
- John Ajvide Lindqvist, Lasciami entrare, traduzione di Giorgio Puleo, Marsilio Editori, 2011,  p. 461, ISBN 978-88-317-0800-5.
- John Ajvide Lindqvist, Lasciami entrare, traduzione di Giorgio Puleo, Marsilio Editori, 2013,  p. 461, ISBN 978-88-317-1779-3.
- John Ajvide Lindqvist, Lasciami entrare, traduzione di Giorgio Puleo, Universale Economica Feltrinelli, Feltrinelli, 2019,  p. 461, ISBN 978-88-317-8327-9.